# Ett ärligt liv
Ett ärligt liv är en svensk drama- och thrillerfilm som hade premiär på strömningstjänsten Netflix den 31 juli 2025, efter att ha blivit framflyttad från 2024. Den är regisserad av Mikael Marcimain, med manus skrivet av Linn Gottfridsson. Filmen är baserad på  Joakim Zanders roman med samma namn.

## Handling
Filmen kretsar kring Simon som anländer till Lund för att börja plugga juridik på universitet. Han blir dock snabbt besviken på utbildningen. Under en protestmarsch träffar han den anarkistiska kvinnan Max och blir kär.

## Rollista (i urval)
- Simon Lööf – Simon
- Nora Rios – Max
- Peter Andersson – Chales
- Lucas Grimstedt - Fredde
- Fabian Hedlund – Victor
- Willy Ramnek Petri – Robin
- Arvid von Heland – Gustaf
- Nathalie Merchant – Dinah
- Christoffer Rigeblad – Ludvig
- Alice Andersson – Alice
- Christoffer Sylve
- Viktor Månsson
- Lucas Wittich
- Adrian Steene
- Lisa Norrestam
- Eline Hansson
- Simon Wijkander
- Filip Cederqvist
- Anton Åberg
- Diana Misaczek - journalist